# ناویراید
ناویراید (به آلمانی: Neuried) یک شهر در آلمان است که در ارتناوکرایس واقع شده‌است.